# Міста Донецької області

Донецька область на карті України

До складу Донецької області входять 52 міста. Найбільшим за населенням є Донецьк з населенням у 901 645 осіб за даними Державної служби статистики України від 1 січня 2022 року.
Отримати статус міста в України мають право населені пункти, які мають населення понад 10 000 осіб. Цей статус мають чимало міст, які не задовольняють цій вимозі, виходячи з їхнього історичного, економічного або географічного значення. До міської території часто входять прилеглі поселення, які становлять з ним єдину соціальну, економічну та історичну спільність.
У списку показані міста та містечка Донецької області, офіційні назви українською мовою, їхня площа, населення, район, географічні координати адміністративних центрів, мовний склад (зазначені мови, що становлять понад 1% від населення за даними Всеукраїнського перепису населення 2001 року), положення на карті області.
Обласне значення мають 28 міст Донецької області: Авдіївка, Бахмут, Вугледар, Горлівка, Дебальцеве, Добропілля, Докучаєвськ, Донецьк, Дружківка, Єнакієве, Жданівка, Костянтинівка, Краматорськ, Лиман, Макіївка, Маріуполь, Мирноград, Новогродівка, Покровськ, Селидове, Слов'янськ, Сніжне, Торецьк, Харцизьк, Хрестівка, Чистякове, Шахтарськ, Ясинувата. Районне значення має 24: Амвросіївка, Білицьке, Білозерське, Бунге, Волноваха, Вуглегірськ, Гірник, Залізне, Зугреc, Іловайськ, Кальміуське, Красногорівка, Курахове, Мар'їнка, Миколаївка, Моспине, Новоазовськ, Родинське, Світлодарськ, Святогірськ, Сіверськ, Соледар, Українськ, Часів Яр. До складу Донецької області входять 8 районів: Бахмутський, Волноваський, Горлівський, Донецький, Кальміуський, Краматорський, Маріупольський, Покровський.

### Міста
| Назва         | Зображення | Площа (км²) | Населення (за роками перепису та державної статистики) | Населення (за роками перепису та державної статистики) | Район                | Рідна мова (2001)                      | Карта |
| Назва         | Зображення | Площа (км²) | 2001                                                   | 2022                                                   | Район                | Рідна мова (2001)                      | Карта |
| ------------- | ---------- | ----------- | ------------------------------------------------------ | ------------------------------------------------------ | -------------------- | -------------------------------------- | --- |
| Авдіївка      |            | 29          | 37237                                                  | 31392                                                  | Покровський район    | українська — 12,51% російська — 87,17% | 48°08′05″ пн. ш. 37°44′40″ сх. д. / 48.13472° пн. ш. 37.74444° сх. д.АвдіївкаАвдіївка (Донецька область)           |
| Амвросіївка   |            | 19.4        | 21861                                                  | 17998                                                  | Донецький район      | українська — 27.91% російська — 71.3%  | 47°47′48″ пн. ш. 38°29′33″ сх. д. / 47.79667° пн. ш. 38.49250° сх. д.АмвросіївкаАмвросіївка (Донецька область)     |
| Бахмут        |            | 41.6        | 83146                                                  | 71094                                                  | Бахмутський район    | українська — 27.61% російська — 71.7%  | 48°35′41″ пн. ш. 38°00′03″ сх. д. / 48.59472° пн. ш. 38.00083° сх. д.БахмутБахмут (Донецька область)               |
| Білицьке      |            | 2.5         | 10154                                                  | 7764                                                   | Покровський район    | українська — 43.72% російська — 55.68% | 48°24′23″ пн. ш. 37°11′06″ сх. д. / 48.40639° пн. ш. 37.18500° сх. д.БілицькеБілицьке (Донецька область)           |
| Білозерське   |            | 2.48        | 18543                                                  | 14634                                                  | Покровський район    | українська — 29.64% російська — 69.81% | 48°32′12″ пн. ш. 37°03′31″ сх. д. / 48.53667° пн. ш. 37.05861° сх. д.БілозерськеБілозерське (Донецька область)     |
| Бунге         |            | 5.4         | 17828                                                  | 13495                                                  | Горлівський район    | українська — 10.84% російська — 88.45% | 48°13′41″ пн. ш. 38°16′28″ сх. д. / 48.22806° пн. ш. 38.27444° сх. д.БунгеБунге (Донецька область)                 |
| Волноваха     |            | 11.24       | 24373                                                  | 21116                                                  | Волноваський район   | українська — 42.45% російська — 56.3%  | 47°35′52″ пн. ш. 37°29′01″ сх. д. / 47.59778° пн. ш. 37.48361° сх. д.ВолновахаВолноваха (Донецька область)         |
| Вуглегірськ   |            | 7.3         | 10693                                                  | 7294                                                   | Горлівський район    | українська — 40.10% російська — 58.94% | 48°18′44″ пн. ш. 38°16′37″ сх. д. / 48.31222° пн. ш. 38.27694° сх. д.ВуглегірськВуглегірськ (Донецька область)     |
| Вугледар      |            | 5.82        | 17518                                                  | 14144                                                  | Волноваський район   | українська — 28.18% російська — 70.80% | 47°46′45″ пн. ш. 37°14′54″ сх. д. / 47.77917° пн. ш. 37.24833° сх. д.ВугледарВугледар (Донецька область)           |
| Гірник        |            | 5.1         | 14246                                                  | 10357                                                  | Покровський район    | українська — 15.87% російська — 83.81% | 48°03′00″ пн. ш. 37°22′00″ сх. д. / 48.05000° пн. ш. 37.36667° сх. д.ГірникГірник (Донецька область)               |
| Горлівка      |            | 422         | 289872                                                 | 239828                                                 | Горлівський район    | українська — 13.91% російська — 85.10% | 48°20′01″ пн. ш. 38°05′33″ сх. д. / 48.33361° пн. ш. 38.09250° сх. д.ГорлівкаГорлівка (Донецька область)           |
| Дебальцеве    |            | 24.31       | 30806                                                  | 24209                                                  | Горлівський район    | українська — 16.89% російська — 81.52% | 48°20′28″ пн. ш. 38°25′40″ сх. д. / 48.34111° пн. ш. 38.42778° сх. д.ДебальцевеДебальцеве (Донецька область)       |
| Добропілля    |            | 11.89       | 35977                                                  | 28170                                                  | Покровський район    | українська — 38.50% російська — 60.97% | 48°28′08″ пн. ш. 37°04′58″ сх. д. / 48.46889° пн. ш. 37.08278° сх. д.ДобропілляДобропілля (Донецька область)       |
| Докучаєвськ   |            | 11.9        | 24142                                                  | 22835                                                  | Кальміуський район   | українська — 27.32% російська — 72.13% | 47°45′07″ пн. ш. 37°40′42″ сх. д. / 47.75194° пн. ш. 37.67833° сх. д.ДокучаєвськДокучаєвськ (Донецька область)     |
| Донецьк       |            | 358         | 1007440                                                | 901645                                                 | Донецький район      | українська — 11.1% російська — 87.8%   | 48°00′32″ пн. ш. 37°48′15″ сх. д. / 48.00889° пн. ш. 37.80417° сх. д.ДонецькДонецьк (Донецька область)             |
| Дружківка     |            | 36.3        | 64641                                                  | 53977                                                  | Краматорський район  | українська — 28.36% російська — 70.27% | 48°37′13″ пн. ш. 37°31′40″ сх. д. / 48.62028° пн. ш. 37.52778° сх. д.ДружківкаДружківка (Донецька область)         |
| Єнакієве      |            | 42.5        | 104266                                                 | 76673                                                  | Горлівський район    | українська — 9.78% російська — 89.44%  | 48°13′52″ пн. ш. 38°12′19″ сх. д. / 48.23111° пн. ш. 38.20528° сх. д.ЄнакієвеЄнакієве (Донецька область)           |
| Жданівка      |            | 2           | 13266                                                  | 11867                                                  | Горлівський район    | українська — 10.94% російська — 88.05% | 48°08′15″ пн. ш. 38°15′39″ сх. д. / 48.13750° пн. ш. 38.26083° сх. д.ЖданівкаЖданівка (Донецька область)           |
| Залізне       |            | 7           | 6543                                                   | 4928                                                   | Бахмутський район    | українська — 16.75% російська — 82.82% | 48°22′30″ пн. ш. 37°52′24″ сх. д. / 48.37500° пн. ш. 37.87333° сх. д.ЗалізнеЗалізне (Донецька область)             |
| Зугрес        |            | 14.5        | 19910                                                  | 17871                                                  | Донецький район      | українська — 14.16% російська — 85.42% | 48°01′05″ пн. ш. 38°15′53″ сх. д. / 48.01806° пн. ш. 38.26472° сх. д.ЗугресЗугрес (Донецька область)               |
| Іловайськ     |            | 10.8        | 17621                                                  | 15395                                                  | Донецький район      | українська — 16.83% російська — 82.58% | 47°55′39″ пн. ш. 38°12′12″ сх. д. / 47.92750° пн. ш. 38.20333° сх. д.ІловайськІловайськ (Донецька область)         |
| Кальміуське   |            | 11.9        | 12672                                                  | 11422                                                  | Кальміуський район   | українська — 8.06% російська — 91.47%  | 47°39′55″ пн. ш. 38°04′25″ сх. д. / 47.66528° пн. ш. 38.07361° сх. д.КальміуськеКальміуське (Донецька область)     |
| Костянтинівка |            | 66.4        | 94886                                                  | 67350                                                  | Краматорський район  | українська — 20.98% російська — 78.06% | 48°31′36″ пн. ш. 37°42′15″ сх. д. / 48.52667° пн. ш. 37.70417° сх. д.КостянтинівкаКостянтинівка (Донецька область) |
| Краматорськ   |            | 57          | 180487                                                 | 147145                                                 | Краматорський район  | українська — 31.06% російська — 67.87% | 48°43′15″ пн. ш. 37°33′20″ сх. д. / 48.72083° пн. ш. 37.55556° сх. д.КраматорськКраматорськ (Донецька область)     |
| Красногорівка |            | 11          | 16398                                                  | 14666                                                  | Покровський район    | українська — 25.55% російська — 74.02% | 48°00′34″ пн. ш. 37°30′43″ сх. д. / 48.00944° пн. ш. 37.51194° сх. д.КрасногорівкаКрасногорівка (Донецька область) |
| Курахове      |            | 24          | 21516                                                  | 18220                                                  | Покровський район    | українська — 29.84% російська — 69.74% | 47°59′06″ пн. ш. 37°16′33″ сх. д. / 47.98500° пн. ш. 37.27583° сх. д.КураховеКурахове (Донецька область)           |
| Лиман         |            | 26.21       | 27575                                                  | 20006                                                  | Краматорський район  | українська — 69.8% російська — 29.67%  | 48°59′07″ пн. ш. 37°48′40″ сх. д. / 48.98528° пн. ш. 37.81111° сх. д.ЛиманЛиман (Донецька область)                 |
| Макіївка      |            | 426         | 387609                                                 | 338968                                                 | Донецький район      | українська — 10.2% російська — 88.74%  | 48°03′20″ пн. ш. 37°57′40″ сх. д. / 48.05556° пн. ш. 37.96111° сх. д.МакіївкаМакіївка (Донецька область)           |
| Маріуполь     |            | 134.7       | 488462                                                 | 425681                                                 | Маріупольський район | українська — 10.10% російська — 89.39% | 47°07′21″ пн. ш. 37°34′44″ сх. д. / 47.12250° пн. ш. 37.57889° сх. д.МаріупольМаріуполь (Донецька область)         |
| Мар'їнка      |            | 2.3         | 10530                                                  | 9089                                                   | Покровський район    | українська — 70.11% російська — 28.93% | 47°56′31″ пн. ш. 37°30′13″ сх. д. / 47.94194° пн. ш. 37.50361° сх. д.Мар'їнкаМар'їнка (Донецька область)           |
| Миколаївка    |            | 6.5         | 16493                                                  | 14210                                                  | Краматорський район  | українська — 47.34% російська — 51.45% | 48°51′01″ пн. ш. 37°46′03″ сх. д. / 48.85028° пн. ш. 37.76750° сх. д.МиколаївкаМиколаївка (Донецька область)       |
| Мирноград     |            | 23          | 55677                                                  | 46098                                                  | Покровський район    | українська — 25.98% російська — 71.78% | 48°18′08″ пн. ш. 37°15′41″ сх. д. / 48.30222° пн. ш. 37.26139° сх. д.МирноградМирноград (Донецька область)         |
| Моспине       |            | 12          | 11735                                                  | 10471                                                  | Донецький район      | українська — 6.35% російська — 93.47%  | 47°52′42″ пн. ш. 38°03′52″ сх. д. / 47.87833° пн. ш. 38.06444° сх. д.МоспинеМоспине (Донецька область)             |
| Новоазовськ   |            | 8           | 12723                                                  | 11051                                                  | Кальміуський район   | українська — 22.87% російська — 76.68% | 47°06′53″ пн. ш. 38°04′48″ сх. д. / 47.11472° пн. ш. 38.08000° сх. д.НовоазовськНовоазовськ (Донецька область)     |
| Новогродівка  |            | 6           | 17559                                                  | 14037                                                  | Покровський район    | українська — 29.84% російська — 69.20% | 48°12′00″ пн. ш. 37°20′22″ сх. д. / 48.20000° пн. ш. 37.33944° сх. д.НовогродівкаНовогродівка (Донецька область)   |
| Покровськ     |            | 29.57       | 68740                                                  | 60127                                                  | Покровський район    | українська — 39.39% російська — 59.84% | 48°16′51″ пн. ш. 37°10′46″ сх. д. / 48.28083° пн. ш. 37.17944° сх. д.ПокровськПокровськ (Донецька область)         |
| Родинське     |            | 6.7         | 11988                                                  | 9850                                                   | Покровський район    | українська — 23.23% російська — 75.91% | 48°21′11″ пн. ш. 37°12′36″ сх. д. / 48.35306° пн. ш. 37.21000° сх. д.РодинськеРодинське (Донецька область)         |
| Світлодарськ  |            | 2.12        | 13203                                                  | 11127                                                  | Бахмутський район    | українська — 24.62% російська — 75.3%  | 48°26′07″ пн. ш. 38°13′15″ сх. д. / 48.43528° пн. ш. 38.22083° сх. д.СвітлодарськСвітлодарськ (Донецька область)   |
| Святогірськ   |            | 8.26        | 3805                                                   | 4226                                                   | Краматорський район  | українська — 65% російська — 34%       | 49°02′27″ пн. ш. 37°34′11″ сх. д. / 49.04083° пн. ш. 37.56972° сх. д.СвятогірськСвятогірськ (Донецька область)     |
| Селидове      |            | 10.8        | 26875                                                  | 21521                                                  | Покровський район    | українська — 31.46% російська — 66.82% | 48°09′00″ пн. ш. 37°18′14″ сх. д. / 48.15000° пн. ш. 37.30389° сх. д.СелидовеСелидове (Донецька область)           |
| Сіверськ      |            | 12.5        | 14400                                                  | 10875                                                  | Бахмутський район    | українська — 76.7% російська — 22.59%  | 48°51′47″ пн. ш. 38°05′50″ сх. д. / 48.86306° пн. ш. 38.09722° сх. д.СіверськСіверськ (Донецька область)           |
| Слов'янськ    |            | 60.8        | 122575                                                 | 105141                                                 | Краматорський район  | українська — 42.61% російська — 55.68% | 48°51′11″ пн. ш. 37°36′21″ сх. д. / 48.85306° пн. ш. 37.60583° сх. д.Слов'янськСлов'янськ (Донецька область)       |
| Сніжне        |            | 18.9        | 58578                                                  | 45767                                                  | Горлівський район    | українська — 14.8% російська — 84.7%   | 48°02′22″ пн. ш. 38°46′05″ сх. д. / 48.03944° пн. ш. 38.76806° сх. д.СніжнеСніжне (Донецька область)               |
| Соледар       |            | 14.108      | 13182                                                  | 10490                                                  | Бахмутський район    | українська — 60.10% російська — 39.43% | 48°41′49″ пн. ш. 38°04′17″ сх. д. / 48.69694° пн. ш. 38.07139° сх. д.СоледарСоледар (Донецька область)             |
| Торецьк       |            | 64.43       | 42916                                                  | 30914                                                  | Бахмутський район    | українська — 12.18% російська — 87.14% | 48°23′30″ пн. ш. 37°52′24″ сх. д. / 48.39167° пн. ш. 37.87333° сх. д.ТорецькТорецьк (Донецька область)             |
| Українськ     |            | 4.2         | 13378                                                  | 10655                                                  | Покровський район    | українська — 23.8% російська — 76.4%   | 48°06′00″ пн. ш. 37°22′00″ сх. д. / 48.10000° пн. ш. 37.36667° сх. д.УкраїнськУкраїнськ (Донецька область)         |
| Харцизьк      |            | 19.3        | 63672                                                  | 56182                                                  | Донецький район      | українська — 16.5% російська — 82.72%  | 48°02′34″ пн. ш. 38°08′33″ сх. д. / 48.04278° пн. ш. 38.14250° сх. д.ХарцизькХарцизьк (Донецька область)           |
| Хрестівка     |            | 7.25        | 31041                                                  | 27370                                                  | Горлівський район    | українська — 16.90% російська — 82.39% | 48°08′47″ пн. ш. 38°21′38″ сх. д. / 48.14639° пн. ш. 38.36056° сх. д.ХрестівкаХрестівка (Донецька область)         |
| Часів Яр      |            | 18          | 16767                                                  | 12250                                                  | Бахмутський район    | українська — 52.39% російська — 46.62% | 48°34′32″ пн. ш. 37°49′24″ сх. д. / 48.57556° пн. ш. 37.82333° сх. д.Часів ЯрЧасів Яр (Донецька область)           |
| Чистякове     |            | 83.5        | 72745                                                  | 53462                                                  | Горлівський район    | українська — 17.3% російська — 81.83%  | 48°02′01″ пн. ш. 38°37′17″ сх. д. / 48.03361° пн. ш. 38.62139° сх. д.ЧистяковеЧистякове (Донецька область)         |
| Шахтарськ     |            | 19.69       | 60368                                                  | 48208                                                  | Горлівський район    | українська — 22.35% російська — 76.44% | 48°03′45″ пн. ш. 38°25′01″ сх. д. / 48.06250° пн. ш. 38.41694° сх. д.ШахтарськШахтарськ (Донецька область)         |
| Ясинувата     |            | 19          | 36903                                                  | 34144                                                  | Донецький район      | українська — 27.15% російська — 72.44% | 48°07′40″ пн. ш. 37°51′45″ сх. д. / 48.12778° пн. ш. 37.86250° сх. д.ЯсинуватаЯсинувата (Донецька область)         |